# René Levavasseur (architecte)
Pour les articles homonymes, voir René Levavasseur et Levavasseur.
René Paul Émile Levavasseur, né le 24 octobre 1881 à Vire et mort le 10 novembre 1962 à Cherbourg, est un architecte français, dont les constructions se concentrent à Cherbourg depuis 1906 et dans le Cotentin.

## Études
Il est le fils du Virois Paul Levavasseur (27 janvier 1855 - 17 octobre 1931 à Vire), négociant, 1er adjoint du maire de Vire, juge au tribunal de commerce, promoteur local des œuvres de la Goutte de lait, et d'Armandine Émilia Meslier 19 juin 1861 - 8 novembre 1908 à Vire), sans profession.
Il se marie à Marguerite Lavieille, cherbourgeoise de naissance, le 30 juillet 1904, à Paris, 5e arrondissement.
Diplômé de l'École des beaux-arts de Paris le 22 novembre 1906, premier du concours d'architecture, René Levavasseur installe son cabinet à Cherbourg, 30 rue de l'Alma.
Mobilisé entre 1914 comme sergent au 122e régiment d'infanterie, il est grièvement blessé. Dès septembre 1916, il reçoit la croix de guerre, cité à l'ordre du jour pour des faits distingués en août 1916.

## Œuvre marquante
Après 1918, la ville de Cherbourg lui commande la gare transatlantique, désirant « la plus vaste et la plus belle gare du monde » pour rivaliser avec celle du Havre. Il conçoit un ensemble en béton armé de 25 000 m2 et 280 mètres de long doté d’une très belle décoration intérieure dans le style Art déco, inauguré le 30 juillet 1933 par le président de la République Albert Lebrun.

## Autres réalisations
Il est également le concepteur d'une succursale de la Société générale, hôtel particulier, construit en 1911, rue Albert-Mahieu dans un style Louis XVI moderne, des ateliers J. Hamel (1920-1921), quai de l'Entrepôt (réparation navale - disparition de l'édifice dans les années 1960), de l'hôtel Atlantique (1926), visant à héberger les émigrants européens en partance pour les États-Unis, de l'immeuble des Grands Magasins Ratti (1929) situé rue Gambetta à Cherbourg, qui passait pour les plus luxueux et les plus vastes de province, le siège social de Cherbourg-Éclair (14 rue Gambetta) et de la mairie de Vire.
Il a aussi réalisé de nombreuses demeures et hôtels particuliers du haut-Cotentin dont, à ses débuts, la villa de la Roche Airel (1908) pour le peintre Pierre Le Conte, sur les hauteurs d'Urville-Nacqueville ainsi que le Village normand (1911, détruit durant la Seconde Guerre mondiale), la maison Dubois, 53 rue Montebello à Cherbourg (1909), puis plus tard l'hôtel Sottile, rue Asselin, le consulat d'Italie (1932) et la villa Fresquet (1933) à Tourlaville (137 rue Gambetta, à hauteur de la rue du Haut-Mesnil). Rue François-Lavieille, les immeubles des 23 (1911) et 31 sont dus à son cabinet.
Le monument aux morts de Tourlaville lui est dû pareillement.

## La Reconstruction
Il a consacré les dernières années de sa vie à la reconstruction de ses réalisations partiellement endommagées lors des bombardements du Débarquement, comme la gare maritime, ainsi qu'au réaménagement intérieur de l'église du Roule et à la construction de la chapelle du Bon-Sauveur de Picauville/Étienville.

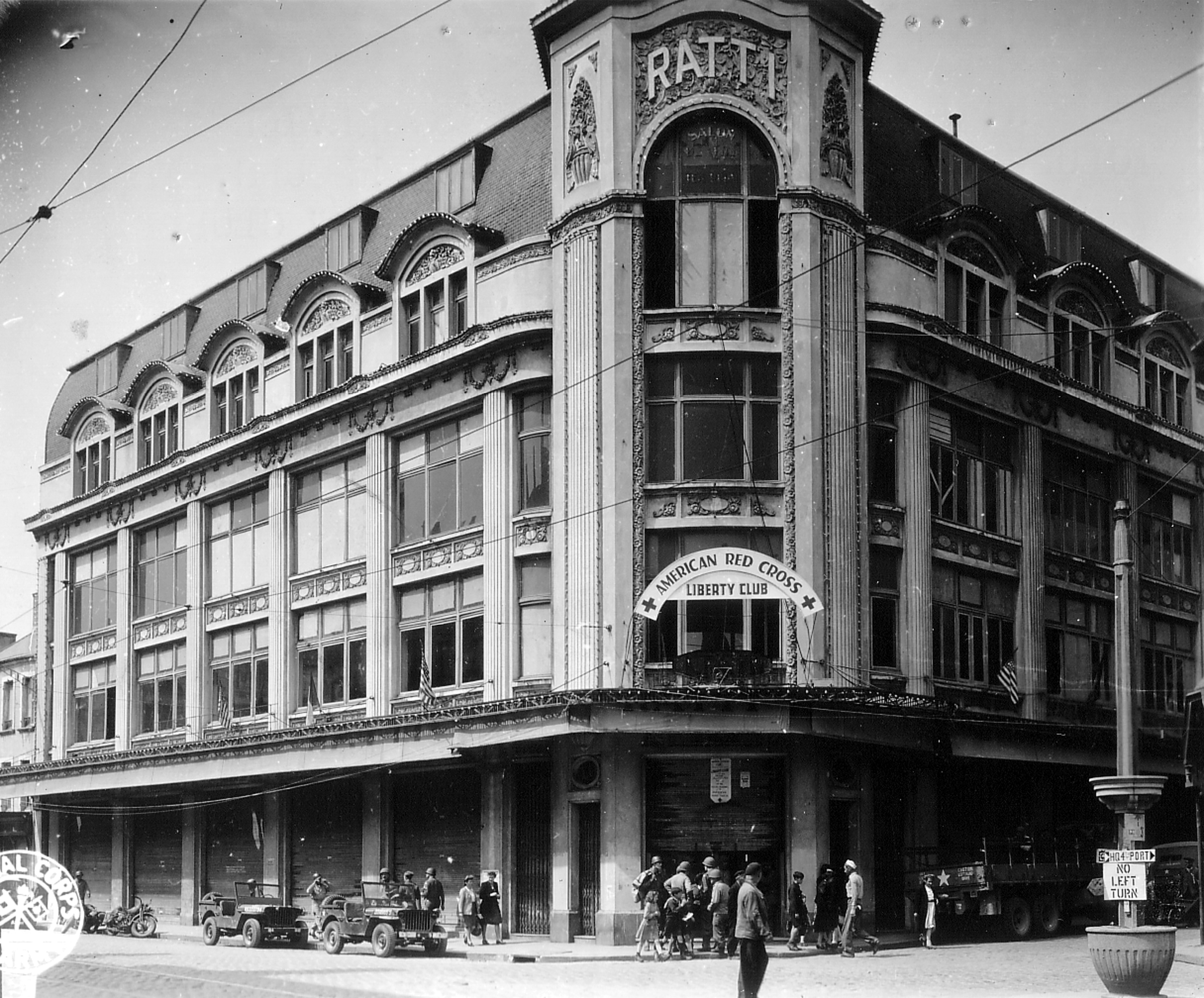
Les magasins Ratti dans leur état d'origine (1944)
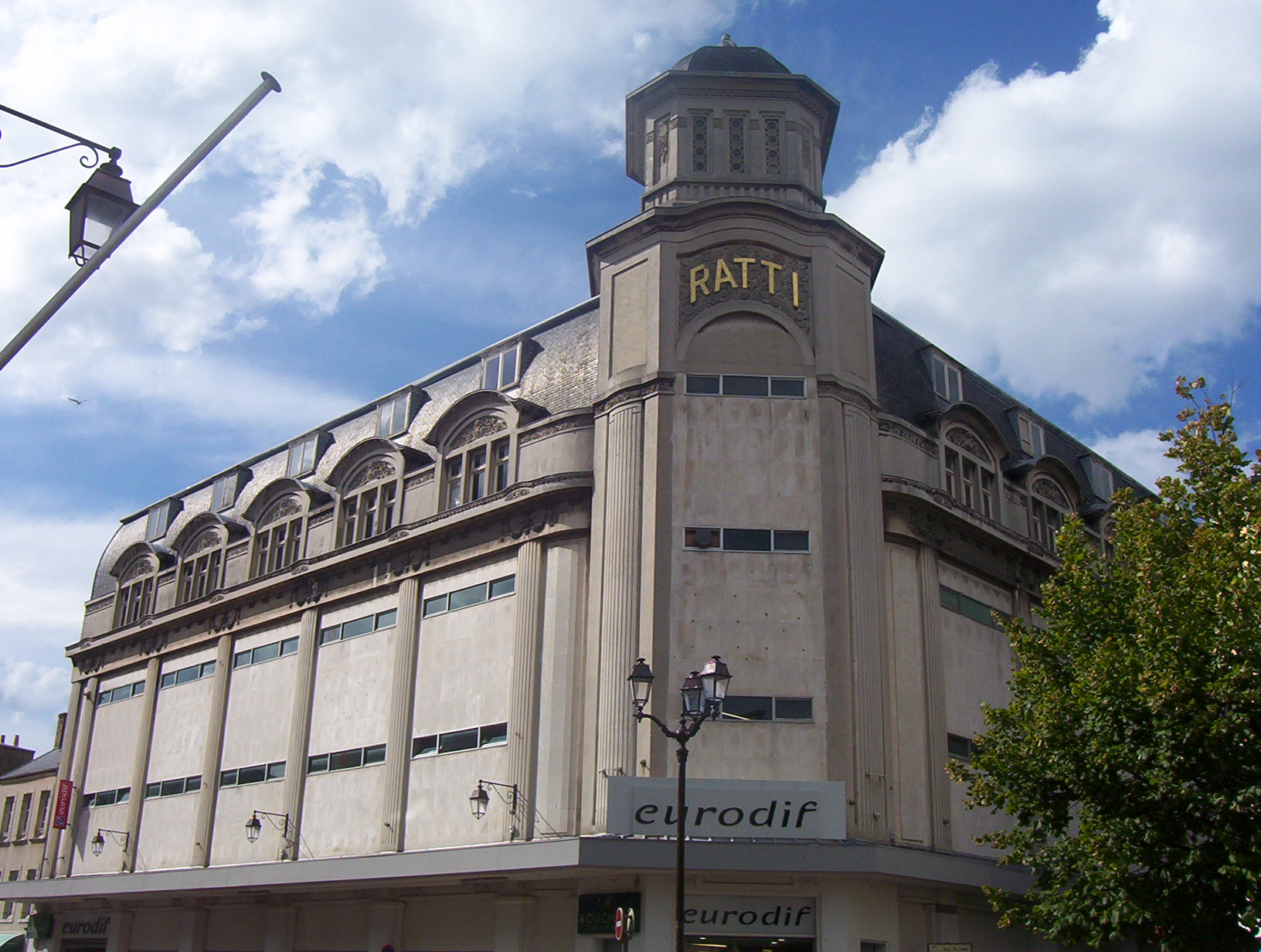
Les magasins Ratti (actuellement Eurodif) après transformation (2006)
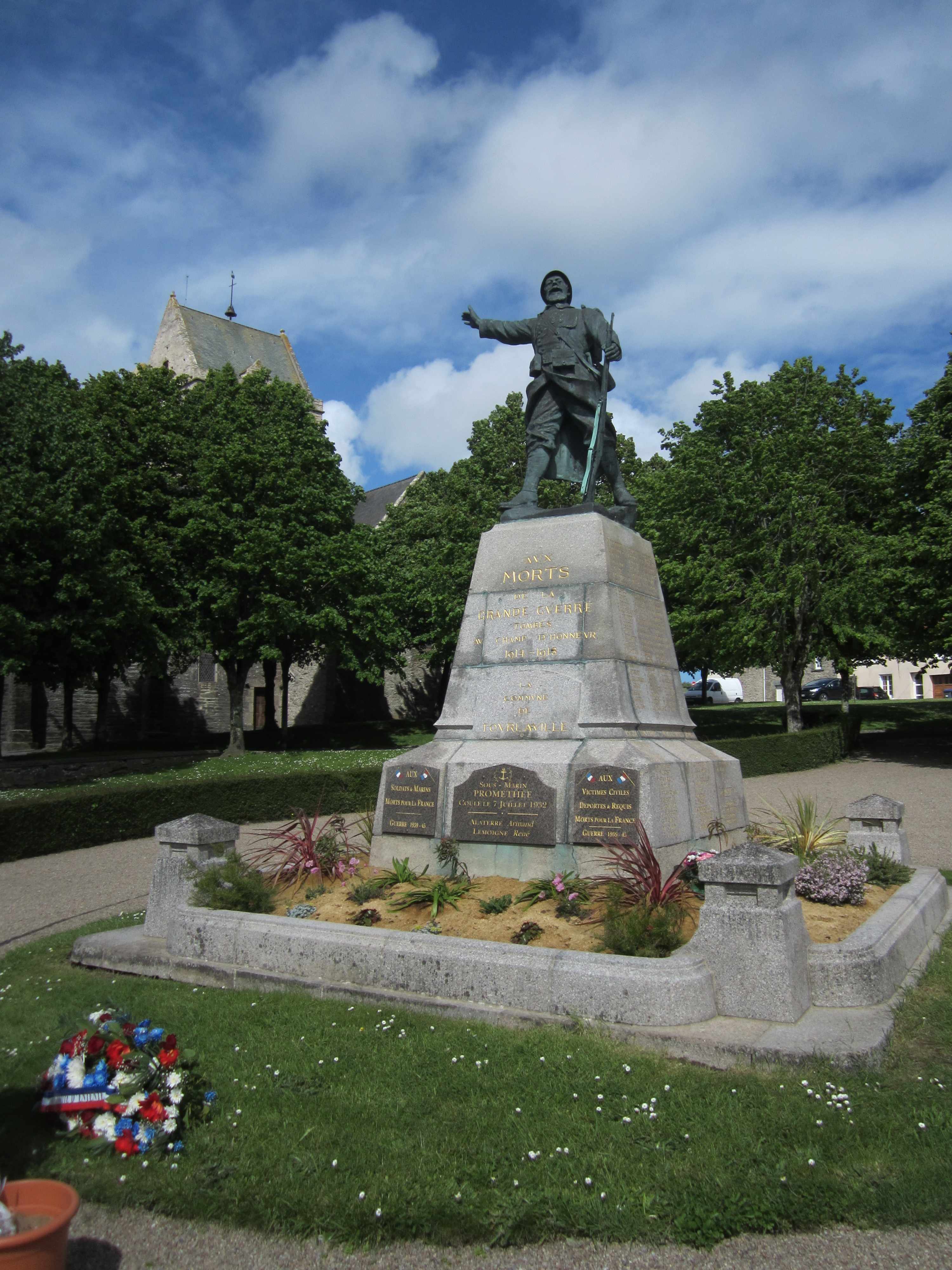
Le monument aux morts de Tourlaville
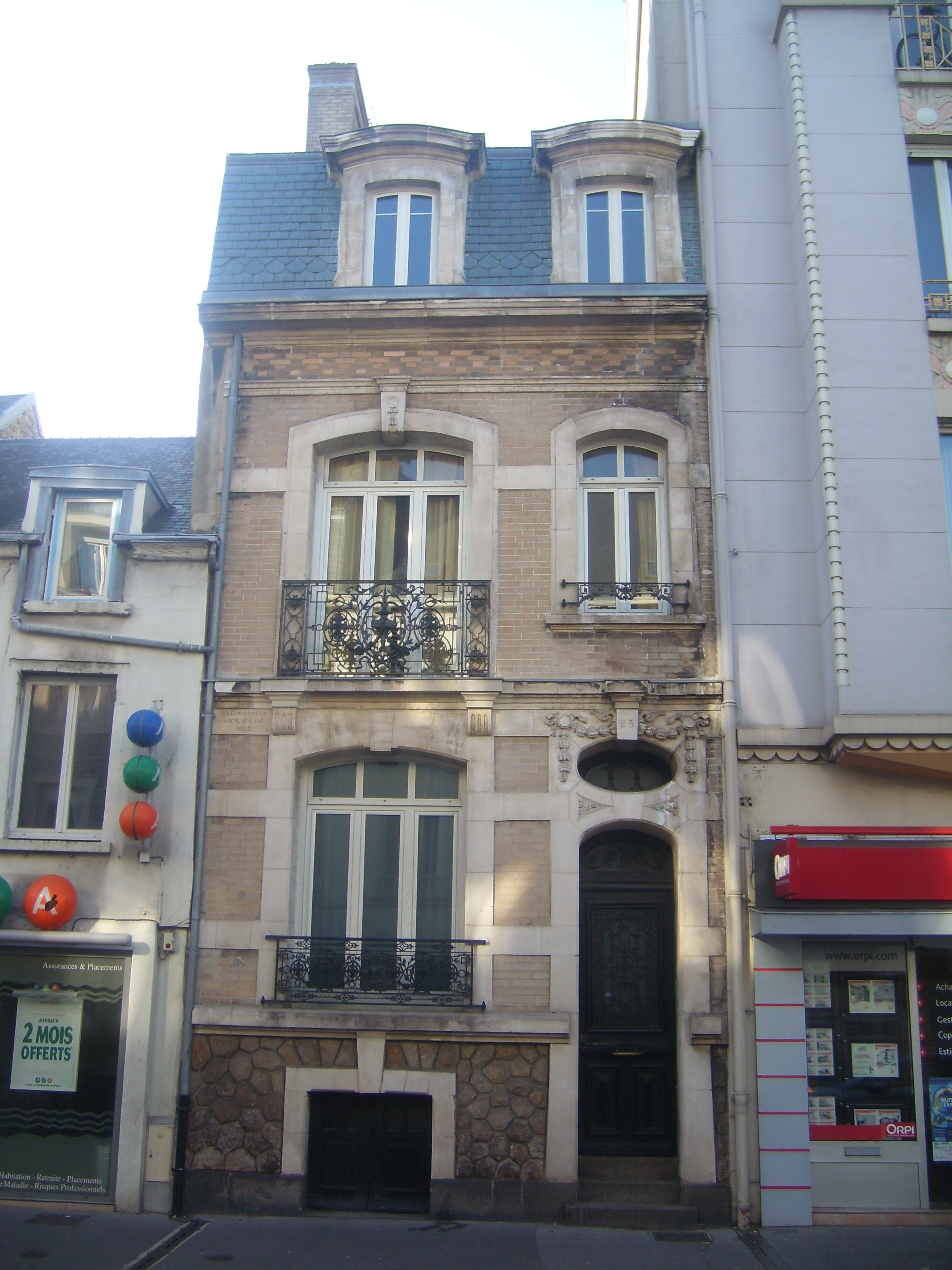
Immeuble, 23 rue François-Lavieille

## Activités parallèles
Nommé architecte départemental des monuments historiques, il est chargé des restaurations de Lessay, Périers et Pont-l'Abbé-Picauville.
Élu membre de la société nationale académique de Cherbourg le 3 mars 1924, il était également membre du conseil municipal de Cherbourg, et président de l'ordre des architectes de Basse-Normandie.
Il repose au cimetière des Aiguillons à Cherbourg.